# Лабаки, Салах
Салах Наум Аль Лабаки (араб. صلاح لبكي‎, 1906 — 1955, Beit Mery, Горный Ливан) — ливанский поэт, учёный, журналист и юрист. Его стихи и сочинения (как литературные, так и критические) привлекли внимание учёных. Некоторые приписывают ему изобретение «современной арабской поэзии», вошедшей в обиход во второй половине XX века. Лабаки считается пионером движения обновления в арабской поэзии, а точнее в ливанской поэзии, во второй четверти XX века. Некоторые его стихи были переведены на испанский язык. Он получил академическую французскую медаль, Национальный орден Кедра в офицерском звании и почётную степень Международного института Калифорнии.

## Жизнь
Лабаки родился 6 августа 1906 года в Сан-Паулу, Бразилия. Родом из ливанского города Баабдат, его отец позже переехал в Бразилию в качестве журналиста. Семья вернулась в Ливан в 1908 году, и Лабаки остался там до конца своей жизни.
Семья переселилась в свой родовой дом в Баадбате. Среда, в которой вырос Лабаки, была далеко не безопасной: османская армия преследовала его отца и почти каждый день наносила неожиданные визиты его семье, наводя ужас на молодого Лабаки и его братьев. Несмотря на это, он с любовью отзывался о своём родном городе и гордился своей причастностью к его древней истории. Он написал:

Моё село прочно устроено в углу здания нации и милостивой рукой воздаёт славу. В этом отдалённом месте жили подлецы и солдаты, защищавшие добрые ценности Ливана, а также писатели, художники и учёные, чьи следы обогатили историю цивилизации.
— 
Лабаки посещал школу отцов-капуцинов Святого Иосифа в Баабдате и брал частные уроки французского языка. Затем он учился в школе Аль-Хикма в Бейруте (1918-1920), а потом в колледже Святого Иосифа в Айнтуре. После получения аттестата средней школы в 1927 году он поступил во Французский юридический институт Ливана и получил диплом юриста в 1930 году.
Лабаки умер от сердечного приступа в Бейт-Мери 20 июля 1955 года; его тело было перевезено в Баабдат для захоронения.

## Карьера
Лабаки был одним из писателей Махджара и владельцем газет «Арракеб» и «Аль-Маназер». Его учил отец, и он работал преподавателем в годы учебы в университете.
Будучи главой ливанского парламента в 1923 году и благодаря своей юридической карьере наряду с политической деятельностью своего отца, Лабаки работал со многими известными деятелями Ливана. В этот период имя Лабаки появилось в нескольких газетах, включая «Аль-Башир», «Аль-Хадет», «Аль-Шираа», «Аль-Маарад», «Аль-Макшуф» и «Нидаа аль-Ватан». В 1946 году он писал для «Аль-Башир» под псевдонимом Дарвеш, но из-за его агрессивного начала газета была полностью закрыта. Позже он писал для «Аль-Аамаль».
Он читал лекции об арабской поэзии в Институте арабских исследований в Каире. Он интересовался старой и новой арабской литературой. Он также проявлял интерес к французской поэзии и находился под особым влиянием её романтики и символизма.
Лабаки был членом Национального блока во главе с Эмилем Эдде. Он также был членом Сирийской социал-националистической партии и был избран вице-президентом. Дважды сидел в заключении. Зимой 1951 года Лабаки, Майкл Асмар, Ахмад Мекки, Гассан Туэни и Джамель Джабр собрались в офисе газеты «Аль-Нахар» и создали организацию под названием «Ахель аль-Калам». Лабаки избирался её президентом с 1952 по 1955 год.

## Влияние
Лабаки писал стихи и прозу, его книги печатались несколько раз. Он также писал стихи, которые не были включены в его книги, но были опубликованы в таких газетах, как «Аль-Кальб аль-Дами», «Мтли Коль Мохеб», «Отур аль-Фоад», «Аль-Тамаа», «Маут аль-Шабаб», «Ва-илайка би-аль-вард» и «Фама Лелхар Айеш Фи Макан».

## Работы
Список литературных произведений Лабаки:

### Поэзия
- Orjuḥat al qamar – 1938[23]. Переиздавался более четырёх раз[24].
- Mawā'īd – 1943. Знакомство с Рушди Аль Маалуфом[25].
- Sa'am – 1949. Печатался более четырёх раз, а начало поэмы написал поэт Саид Акль[26].
- Ghurabāʼ - 1956. Опубликовано после его смерти[26].
- Ḥanīn – 1061. Опубликовано после его смерти[27].

### Проза
- Min aʻmāq al-jabal (статьи) – 1945[28][29].
- Lubnān al-shāʻir – 1954[30].
- Al-tayyārāt al-adabiyyaẗ al-ḥadīthah fī Lubnān – 1955[31].
- Он также перевёл: Būdlīr bi-qalamihi – 1969. Опубликовано после его смерти.

Его поэтические и прозаические произведения были опубликованы в двух томах в Бейруте в 1981 году.